# ヤレド
ヤレド（ヘブライ語: ירד）は、旧約聖書の『創世記』に登場する人物。マハラレルの子、エノクの父とされる。また、162歳でエノクが生まれ、962歳で死んだとされる。

## 訳による表記の違い
日本語訳聖書では訳本によって表記が異なる。
- 文語訳聖書、口語訳聖書「ヤレド」、または「ヤレデ」[2]
- 新世界訳聖書「ヤレド」
- 新共同訳聖書「イエレド」